# Nozdrza

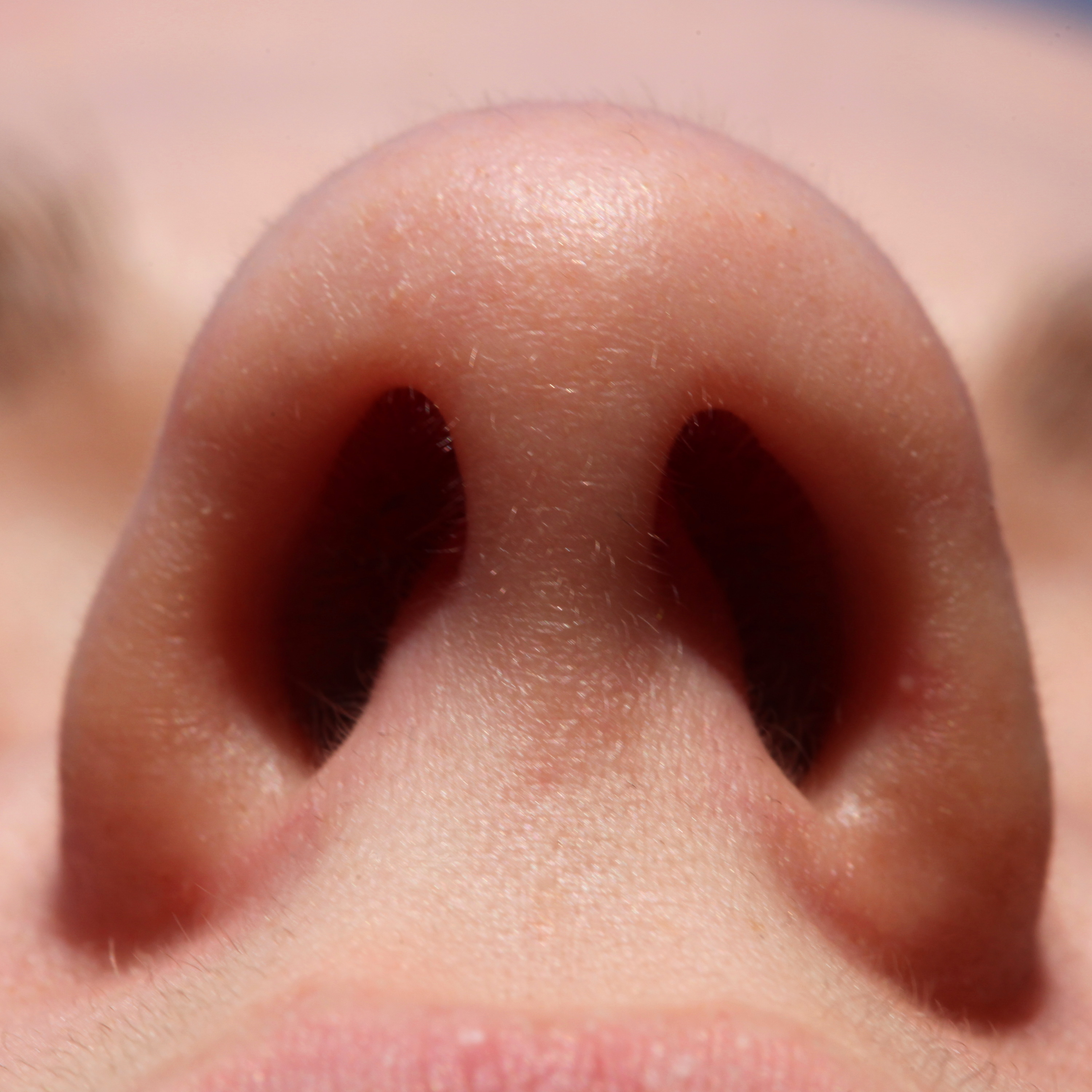
Ludzkie nozdrza

Nozdrza – nazwa symetrycznych otworów nosowych prowadzących do jamy nosowej (nozdrza przednie lub zewnętrzne) oraz otworów łączących jamę nosową z jamą gębową lub gardzielą (nozdrza tylne lub wewnętrzne, inaczej choany).
U ssaków oraz krokodyli nozdrza wewnętrzne są przesunięte w okolice krtani (wyraźne oddzielenie jamy nosowej od jamy gębowej), dzięki czemu mogą one jednocześnie oddychać i rozcierać pokarm.